# Auguste Bosc (compositeur)
Pour les articles homonymes, voir Auguste Bosc (sculpteur) et Bosc.
Auguste Georges Bosc, né le 23 avril 1868 à Montpellier et mort le 6 octobre 1945 dans cette même ville, est un compositeur, chef d'orchestre et éditeur de musique français.

## Biographie

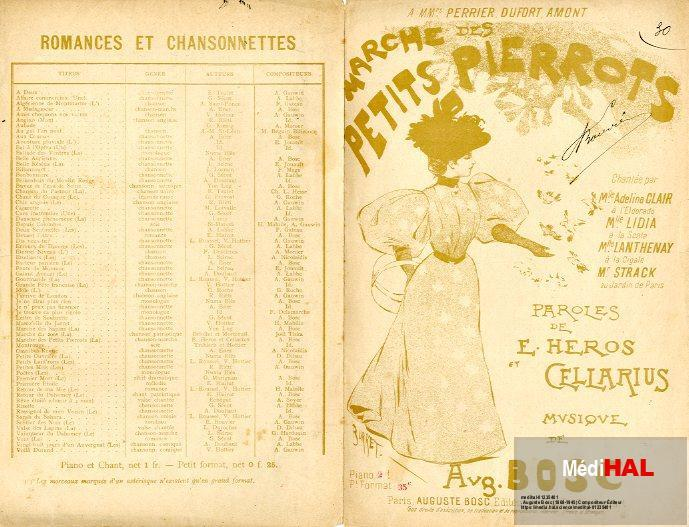
Marche des petits pierrots.

Sa ville natale lui ayant offert une bourse, il va à Paris et y étudie la musique au Conservatoire. Après avoir dirigé les ensembles des premiers Salons de l'automobile et des Bals de l'Opéra, il s'oriente vers la musique légère et devient un compositeur célèbre. On lui doit de nombreux airs tels la valse Rose-Mousse et la Marche des petits Pierrots. Il dirige successivement l'orchestre de l'Élysée-Montmartre et celui du Moulin de la Galette. Il désire créer un établissement dans lequel il pourrait apporter de la fantaisie dans la musique. En 1904 il fonde le Bal Tabarin. Il incorpore dans les partitions des bruits divers : trompes d'auto, coups de revolver. En 1928 l'établissement est repris par Pierre Sandrini et Pierre Dubout.
En 1926, il fait construire à Montpellier un kiosque à musique sur l'Esplanade de la Comédie, maintenant Esplanade Charles-de-Gaulle. Le monument est inauguré devant près de 25 000 personnes en 1927, en présence du maire de l’époque, Albert Billod, et de la musique du 8e Régiment d’infanterie.
Il est inhumé au cimetière Saint-Lazare de Montpellier.